# Do It Yourself!!
Do It Yourself!! (どぅー・いっと・ゆあせるふ!! Dū Itto Yuaserufu!! lit. Házlo tú mismo!!?) es una serie de televisión de anime japonesa original producida por Pine Jam y dirigida por Kazuhiro Yoneda. La serie se estrenó en octubre de 2022 en TV Tokyo y otros canales. Una adaptación de manga de Koyubita comenzará la serialización en la revista de manga en línea de Square Enix, Manga UP! en el mismo mes.

## Personajes
Serufu Yua (結愛 せるふ Yua Serufu?)
 Seiyū: Konomi Inagaki, Desireé González (español latino)
Miku Suride (須理出 未来 Suride Miku?) / Purin (ぷりん?)
 Seiyū: Kana Ichinose, Carla Castañeda (español latino)
Rei Yasaku (矢差暮 礼 Yasaku Rei?) / Kurei (くれい?)
 Seiyū: Ayane Sakura, Cecilia Guerrero (español latino)
Takumi Hikage (日蔭 匠 Hikage Takumi?) / Takumin (たくみ?)
 Seiyū: Azumi Waki, Erika Langarica (español latino)
Kokoro Kōki (幸希 心 Kōki Kokoro?) / Shii (しー?)
 Seiyū: Karin Takahashi, Paola Garcia (español latino)
Juliet Queen Elizabeth VIII (ジュリエット・クイーン・エリザベス8世 Jurietto Kuīn Erizabesu Hachisei?) / Jobko (ジョブ子 Jobuko?)
 Seiyū: Nichika Ōmori, Karla Tovar (español latino)
Haruko Hoketsu (法華津 治子 Hoketsu Haruko?)
 Seiyū: Yumi Kakazu, Marysol Lobo (español latino)

## Contenido de la obra

### Manga
Una adaptación de manga ilustrada por Koyubita comenzará su serialización en la revista de manga en línea Manga UP! de Square Enix. el 4 de octubre de 2022.

### Anime
La serie de televisión de anime original de Pine Jam está dirigida por Kazuhiro Yoneda, escrita por Kazuyuki Fudeyasu, y presenta diseños de personajes de Yūsuke Matsuo y música compuesta por Ryōhei Sataka. Se estrenará el 6 de octubre de 2022 en TV Tokyo, AT-X, BS11 y NST. El tema de apertura es "Dokidoki Idea o Yoroshiku!" (どきどきアイデアをよろしく！) de Konomi Inagaki, Kana Ichinose, Ayane Sakura, Azumi Waki, Karin Takahashi y Nichika Shimori. Crunchyroll obtuvo la licencia de la serie fuera de Asia.
El 26 de octubre de 2022, la serie tuvo un doblaje en español latino, el cual fue estrenado por Crunchyroll.